# P2P anonyme
Un système de communications P2P anonyme est un réseau pair à pair (peer to peer) dans lequel les nœuds ou participants présentent un fort degré d'anonymat. La principale différence entre ces réseaux anonymes et les réseaux "classiques" réside dans leurs méthodes particulières de routage où chaque participant ignore tout du ou des participants voisins, et permettent ainsi la libre circulation des informations.
L'intérêt de la communauté P2P pour ces réseaux anonymes s'est accru ces dernières années pour diverses raisons, parmi lesquelles la perte de confiance envers les gouvernements, la surveillance de masse, les signatures numériques ou les poursuites judiciaires dont font l'objet certains internautes. Ces réseaux peuvent aussi attirer ceux désirant partager des fichiers sous copyright - des organisations telles que la RIAA (Recording Industry Association of America) et le BPI (British Phonographic Industry) ont traqué, poursuivi et emprisonné avec succès des utilisateurs de réseaux P2P non anonymes.

## Rechercher l'anonymat: pourquoi?
De nombreuses raisons expliquent la recherche d'anonymat au travers de ces réseaux P2P ; elles sont communes à la majorité des internautes :
- Surfer sur le Web en évitant l'enregistrement des visiteurs,
- Empêcher les gouvernements de créer des listes et prévenir tout traçage (trace numérique) ou exploration de données (datamining),
- Contourner toute forme de censure (étatique, pratiquée par les FAI ou simplement en entreprise),
- Se protéger de toute inspection gouvernementale en particulier sous des régimes totalitaires,
- etc.

Les gouvernements aussi s'intéressent à la technologie du P2P anonyme. C'est la Navy américaine qui finança le développement du projet originel de routage en oignon ; le but était de protéger les négociations gouvernementales "sensibles" et de contribuer à dissimuler l'identité des employés du gouvernement et des services de renseignement. Ce projet déboucha sur la création du réseau Tor, lui-même financé par la Electronic Frontier Foundation ; Tor est désormais développé par une organisation à but non lucratif, The Tor Project, Inc.
Les réseaux anonymes sont aussi utilisés à des fins criminelles - pour la diffusion d'images ou/et de propos concernant par exemple la pornographie enfantine - et peuvent générer de fiévreuses discussions dans les différentes communautés. On peut lire la philosophie et les problèmes éthiques que soulèvent les systèmes anonymes comme Freenet.

## Pour ou contre le P2P anonyme

### En général
Bien que les systèmes de P2P anonymes peuvent aider à la protection de propos impopulaires, ils peuvent aussi abriter des activités illégales ne pouvant revendiquer une quelconque liberté d'expression : la fraude, la diffamation, l'échange de photos ou de propos pornographiques illégaux, la copie d'œuvres protégées par copyright ou l'élaboration de différentes activités criminelles. Les détracteurs des réseaux anonymes estiment que les avantages offerts ne pèsent pas lourd face aux désavantages, sachant que d'autres canaux existent déjà et suffisent aux échanges impopulaires.
Certains développeurs de systèmes de P2P anonymes pensent que toute restriction de la liberté d'expression sert les intérêts des autorités. D'autres prétendent que l'information elle-même est éthiquement neutre, mais que les gens qui la travaillent la rendent bonne ou mauvaise. De même, la perception du bien et du mal peut aussi changer (voir panique morale) ; par exemple, si les réseaux peer-to-peer avaient existé dans les années 1950 ou 1960, ils auraient été soupçonnés de véhiculer des informations sur les droits civiques ou l'anarchie.
Certains voient dans les réseaux anonymes P2P une démocratisation des technologies de chiffrement, permettant à tout un chacun d'accéder aux canaux de communications sécurisés utilisés par les gouvernements. Les adeptes de ce point de vue estiment que les techniques d'anti-surveillance contribuent à rétablir l'égalité entre le pouvoir et le peuple, ce qui est actuellement la raison de leur bannissement. Certains pensent que manipuler la population aide à contenir les menaces envers un "ordre établi consensuel", ou contre les structures et les privilèges du pouvoir.

### La liberté d'expression
Certains estiment que la véritable liberté d'expression, en particulier sur des sujets controversés, est difficile, voire impossible à moins que chacun ne puisse s'exprimer de manière anonyme. Sans anonymat, des menaces ou des représailles peuvent s'exercer pour avoir fait état d'un point de vue différent de celui de la vox populi. C'est l'une des raisons qui fait que, dans la plupart des démocraties, les votes s'effectuent à bulletin secret. Des informations controversées que certains voudraient faire étouffer, telles que les affaires de corruption, sont souvent divulguées et publiées anonymement.

#### Les blogs anonymes
Les blogs sont la part la plus courante des réseaux anonymes.
Alors que créer un blog anonyme est possible sur l'internet classique - jusqu'à un certain point, un hébergeur peut être contraint de fournir l'adresse IP d'un blogueur (voir le cas de Google). Pour cette raison, les réseaux anonymes fournissent un bien meilleur degré d'anonymat.
Exemples de blogs sous technologies anonymes :
- les flogs (contraction de Freenet blogs) sur le réseau anonyme Freenet
- Syndie issu du projet I2P (réseau anonyme)
- Osiris (Serverless Portal System) (en)
- le réseau anonyme I2P permet l'utilisation de plusieurs technologies de blogs
- Trsst inspiré de Twitter et Facebook[7]

L'un des arguments en faveur du blog anonyme est le contexte délicat du travail. Un blogueur écrivant sous son identité réelle doit faire un choix entre se taire (pratique de l'auto-censure) ou risquer de faire du tort à lui-même, à ses collègues ou à l'entreprise pour laquelle il travaille.
Le risque de poursuites judiciaires en est une autre raison ; des blogueurs ont supporté des procès de plusieurs millions de dollars, procès qui ont, par la suite, été complètement abandonnés. Quelques exemples en France sont répertoriés.
Le blog anonyme prévient tout risque de ce type.

#### La censure à partir des noms de domaine sur Internet
Sur le Web, un nom de domaine du type "mon.site.com" est la clé d'une masse d'informations. Le cas du site WikiLeaks montre que les noms de domaine sont extrêmement sensibles à la censure : certains registrars ont suspendu les noms de domaine de leurs clients sans même l'avis d'une cour de justice.
Pour le client concerné, le blocage d'un nom de domaine est un problème autrement important que le refus du registrar à fournir un simple service : le registrar garde en fait le contrôle total sur toutes les adresses portant le nom en question. Citons pour exemple le cas d'une agence de voyages européenne qui s'est vue bloquée, sans autre forme de procès, sur plus de 80 de ses adresses .com, toujours contrôlées depuis lors par le registrar. L'agence a dû reconstruire tous ses sites sous le domaine de premier niveau .net.
En cela, les réseaux anonymes n'ont pas besoin d'avoir recours à un registre de noms de domaine. Freenet, par exemple, implémente des URLs basées sur une clé publique chiffrée résistant à la censure: seule une personne possédant la clé privée correcte peut mettre à jour l'URL ou la détruire.

### Surveillance et fichage en ligne
Le P2P anonyme trouve son intérêt dans les échanges quotidiens de toutes sortes. Dans la vie quotidienne, il revient à chacune des parties en présence de révéler ou non leur identité (ou tout autre détail personnel) ; bien souvent, ces informations paraissent parfaitement anodines. Avec le P2P anonyme, il s'agit ni plus ni moins de recréer dans le monde virtuel un état de fait qui nous est familier dans la vie de tous les jours : nul n'est besoin de savoir le nom de la personne à qui l'on achète un kilogramme de pommes sur le marché ou de connaître les opinions politiques du serveur qui vous apporte une bière sur la terrasse d'un café. Ces informations, inutiles dans le cadre strict du service pour lequel vous leur avez fait appel, relèvent de la liberté de chacun à les divulguer ou non, et à qui. N'oublions pas que ces informations données sur la Toile sont la cause de bien des désagréments dont le spam n'est que le sommet de l'iceberg.

#### Conséquences de la surveillance d'activités légales
La surveillance en ligne, consistant à enregistrer et conserver des informations sur l'usage du Web et les échanges de courriels, peut avoir des conséquences néfastes sur des activités parfaitement légales : elles peuvent décourager les usagers d'accéder à des informations sensibles (politiques, sociales...) tout comme de communiquer à leur sujet, de peur d'être perçus comme suspects. En France, le récent système Hérisson en cours de développement, ou Echelon aux États-Unis.
Selon le professeur de droit Daniel J. Solove, de telles conséquences "nuisent à la société car, entre autres, elles réduisent à la fois les points de vue exprimés et le degré de liberté de chacun à s'engager dans une activité politique."

### Légalité et légitimité des téléchargements

#### L'accès à des produits censurés ou sous copyright
Pour un article plus général, voir Partage de fichiers en pair à pair.
De nombreux pays interdisent ou censurent la parution de certains livres ou films, tout comme certains types de contenus (citons par exemple, pour la France, le livre de Claude Guillon Suicide mode d'emploi, le livre Le Grand Secret du Dr Claude Gubler, ou les écrits sur le négationnisme). D'autres produits peuvent être possédés mais uniquement distribués par des "ayants droit" (les régimes en place, les sociétés de production des artistes). Il apparaît difficile d'appliquer ces lois sur les réseaux P2P anonymes où le téléchargement reste fréquent.

#### L'argent en ligne anonyme
Avec l'argent anonyme (ex. : la monnaie électronique Bitcoin), il devient possible de créer des marchés où chacun peut tout acheter de façon entièrement anonyme, en contournant, entre autres, le paiement des taxes (cas des paiements en liquide « au noir »). Toutefois, tout échange de marchandises ou de biens entre deux parties risque de compromettre l'anonymat.
On prétend que l'argent liquide procure un semblable anonymat ; les lois existantes, adaptées au combat contre les délits comme l'évasion fiscale, seraient tout autant adaptées à combattre ceux découlant de l'argent anonyme, en ligne ou non.

## Fonctionner sous P2P anonyme
La plupart des réseaux appelés communément « réseaux P2P anonymes » sont réellement anonymes, dans le sens où chaque nœud du réseau ne transmet pas d'identifiants. L'identification ne se fait ni par le protocole internet ni par l'adresse IP, mais par une clé de chiffrement. Chaque nœud dans le réseau a une adresse unique qui est dérivée de cette clé de chiffrement, elle fonctionne donc comme un pseudonyme, permettant le transfert des informations. Ainsi c'est la clef qui est utilisé pour cacher l’identité du nœud. Par exemple dans Freenet, les messages sont acheminés (ou routés) en utilisant une clé qui identifie de manière unique chaque échanges de données.
Le terme anonyme est très utilisé pour décrire de nombreux types de réseaux quand il est difficile — voire impossible — de déterminer si le nœud a envoyé le message ou s'il na fait que simplement le retransmettre. Dans le P2P, tous les nœuds sont tour à tour donneur (sender) ou receveur (receiver) afin de maintenir l'anonymat. Si le nœud n'était que receveur, les « voisins » pourraient identifier qui formule les requêtes puisqu'elles seraient adressés pour lui seul... Qui plus est pour garder l'anonymat il est important de conserver le schéma de l'information qui transite sans savoir qui l'a envoyé et qui la recevra. En même temps qu'il reçoit des données, le receveur en redistribue et deviens à son tour donneur et acteur du réseau.

### Attaques de spams et attaques DoS
À l'origine, les réseaux anonymes ont été exploités par de petites communautés conviviales de développeurs. Comme l'intérêt accru du P2P anonyme et la base d'utilisateurs a augmenté, les utilisateurs malveillants sont inévitablement apparus et ont essayé différentes attaques. Ceci est similaire à l'Internet, où l'utilisation généralisée a été suivie par des vagues de spam et d'attaques DoS. Résister à ces attaques peut exiger des solutions différentes dans les réseaux anonymes. Par exemple, une liste noire d'adresses réseau initiateur ne fonctionne pas, parce que les réseaux anonymes cachent ces informations. Ces réseaux sont plus vulnérables aux attaques DoS aussi en raison de la bande passante plus faible (donc nécessitant moins de moyens techniques pour la saturer), comme cela a été démontré sur le réseau Tor, par exemple.

### RéseauxOpennetetDarknet
Pour un article plus général, voir Ami-à-ami.
Tout comme les réseaux P2P classiques, les réseaux anonymes fonctionnent soit sous réseau ouvert (Opennet), soit sous réseau fermé (Darknet) aussi nommé réseau ami-à-ami (Friend-to-friend ou F2F en anglais). Ceci définit la façon dont un nœud (ordinateur connecté autorisant le transit du trafic du réseau) se connecte aux autres nœuds :
- Dans un réseau Opennet, les pairs (ou nœuds actifs c'est-à-dire demandeurs ou/et fournisseurs d'informations) sont collectés automatiquement. Aucune configuration particulière n'est nécessaire si ce n'est de pouvoir déterminer quels nœuds sont des pairs.
- Dans un réseau Darknet, les utilisateurs se connectent manuellement aux nœuds de personnes qu'elles connaissent personnellement, en qui ils ont confiance. Ce type de réseaux requiert certes une configuration plus stricte, mais chaque nœud étant connecté à un pair de confiance, il en résulte une plus grande sécurité.

Certains réseaux comme Freenet supportent ces deux types de réseaux simultanément (un nœud peut avoir 5 pairs connectés en Darknet et 5 autres sélectionnés automatiquement en Opennet sans que la sécurité des premiers soit compromise) ; RetroShare le supporte aussi.
Dans les réseaux de type ami-à-ami (ou F2F), les utilisateurs ne se connectent directement qu'à des gens qu'ils connaissent ; nombre de ces réseaux supportent aussi les communications indirectes (anonymes ou par pseudo) entre utilisateurs ne se connaissant pas, mais transitant uniquement par des personnes connues : l'information est relayée de clients connus en clients connus, sans que du début à la fin de la chaîne soit transmise l'ID de l'émetteur ou du demandeur ; c'est un réseau overlay anonyme. Les utilisateurs ne peuvent savoir qui, en dehors de leur propre cercle, appartient au réseau ; celui-ci peut donc s'accroître sans compromettre leur identité.

## Réseaux et clients P2P anonymes

### Clients P2P privés
Les réseaux P2P privés permettent l'échange de fichiers entre ordinateurs qui se sont fait mutuellement confiance. Cela peut s'effectuer en utilisant un serveur central ou hub qui authentifie les clients, auquel cas la fonctionnalité est similaire à un serveur FTP privé, mais avec des fichiers directement transférés entre les clients. Comme alternative, les utilisateurs échangent avec leurs amis des mots de passe ou des clés pour former un réseau décentralisé.

### Clients ami à ami
Les réseaux "ami à ami" permettent aux utilisateurs de n'établir des connexions qu'avec des gens qu'ils connaissent. Des mots de passe ou des signatures numériques peuvent être utilisés.

### Le P2P anonyme dans un réseau maillé sans fil (wireless mesh network)
Il est possible d'utiliser le P2P anonyme dans un réseau maillé sans fil (wireless mesh network) : contrairement aux connexions fixes, les utilisateurs n'ont pas besoin de s'engager auprès d'un FAI pour participer au réseau, et ils sont seulement identifiables par le matériel utilisé.
Même si un gouvernement interdisait l'usage de logiciels de P2P sans fil, il serait difficile de faire appliquer une telle interdiction sans empiéter considérablement sur les libertés individuelles. Comme alternative, le gouvernement pourrait interdire l'achat de matériel sans fil, ou exiger que chaque appareil sans fil soit enregistré au nom de l'utilisateur.
Les protocoles de réseaux maillés sans fil (wireless mesh network) sont OLSR et le protocole suivant B.A.T.M.A.N., qui est conçu pour l'auto-assignation d'IP décentralisée. Voir également les projets Commotion et Netsukuku.

## Liste de réseaux et clients P2P anonymes

### Tableau
Durant la décennie 2000, de nombreux projets ont été lancés. Certains n'ont jamais abouti à un logiciel fonctionnel, d'autres ont été abandonnés après quelques années. C'est pourquoi, pour éviter de perdre du temps, triez le tableau en cliquant dans la colonne « Année de la dernière MàJ ».
Signification de la colonne Type :
- P2P : pair à pair (sous entend : réseau ouvert (Opennet)), comprendre P2P public entre inconnus.
- F2F : ami à ami, comprendre P2P privé.
- P2P/F2F : l'un ou l'autre (au choix), parfois même l'un et l'autre (P2P+F2F), selon le désir de l'utilisateur.

| Réseau (ou logiciel à l'origine)   | Type                 | Statut du développement : actif      | Année de la dernière MàJ | Fiabilité du procédé d'anonymat des données échangées ?                                                                        | Fonctionnalités | Plateformes             | Langage     | Licence                                    | Forks connus        |
| ---------------------------------- | -------------------- | ------------------------------------ | ------------------------ | --- | --- | ----------------------- | ----------- | ------------------------------------------ | ------------------- |
| Alliance,                          | F2F                  | Non                                  | 2012                     | | Partage de fichiers en pair à pair entre amis | Windows                 | Java        | sources disponibles                        |                     |
| ANts P2P                           | P2P                  | Non                                  | 2010                     | Oui | Partage de fichiers anonyme. Serveur HTTP. Chat non anonyme. | Windows, Linux, Mac     | Java        | GNU GPL                                    |                     |
| Bitblinder (en)                    | P2P                  | Non                                  | 2010                     | | Similaire à Tor, la vitesse est plus accrue. Autorise le P2P, la navigation web, les e-mails, la VOIP et la messagerie instantanée. | Windows, Linux          | Python      | MIT                                        |                     |
| Bitmessage                         | P2P                  | Non                                  | 2018                     | | Messagerie. | Windows, Mac OS, Linux. | Python      | MIT                                        |                     |
| Bunzilla                           | P2P                  | Non                                  | 2011                     | | Partage anonyme de fichiers | Windows                 |             | Propriétaire                               |                     |
| Entropy (en)                       | P2P                  | Non                                  | 2004                     | Non : développement arrêté par l'auteur à la suite de doutes sur la sécurité de son logiciel.                                  | Système de fichiers distribué | Windows, Linux          | C           | GNU GPL                                    |                     |
| Filetopia (en)                     | P2P                  | Oui                                  | 2020                     | Non (2015) | Partage anonyme de fichiers Discussion anonyme Forums anonymes | Windows                 | Delphi      | Propriétaire                               |                     |
| Freenet                            | P2P/F2F              | Oui                                  | 2020                     | Oui | Navigation et hébergement de sites web anonymes (statiques) Forums anonymes Emails anonymes (Freemail) Partage anonyme de fichiers Système de fichiers distribué | Windows, Linux, Mac     | Java        | GNU GPL                                    |                     |
| GigaTribe (gratuit et payant)      | F2F                  | Oui                                  | 2013                     | Oui | Partage de fichiers entre amis | Windows, Linux, Mac     |             | Propriétaire                               |                     |
| GNUnet                             | P2P                  | Oui                                  | 2020                     | Oui | Partage de fichiers anonyme | Linux, Windows (retard) | C           | GNU GPL                                    |                     |
| GoldBug Secure Instant Messenger   | F2F                  | Oui                                  | 2013                     | | Chat, group chat, public group chat (nommé e*IRC), emails P2P | Windows                 |             | BSD                                        |                     |
| I2P                                | P2P (réseau)         | Oui                                  | 2018                     | Oui | Partage anonyme de fichiers (ex: iMule, torrent). Navigation et hébergement de sites web anonymes (dynamiques). Messagerie. Tchat via IRC. Forums anonymes (HTML, Syndie).                                                                                               | Windows, Linux, Mac     | Java        | GNU                                        |                     |
| Calypso (ex Kommute) Site officiel | P2P                  | Non                                  | 2010                     | Oui | Partage anonyme de fichiers | Windows, Linux          | C++         | GNU GPL                                    |                     |
| Marabunta (en)                     | P2P                  | Non                                  | 2006                     | | Forums anonymes | Windows, Linux          |             | sources disponibles                        |                     |
| MUTE                               | P2P/F2F              | Non                                  | 2004                     | Oui | Partage anonyme de fichiers | Windows, Linux, Mac     | C++         | GNU GPL                                    | Calypso             |
| MuWire                             | P2P/F2F              | Non (l'auteur a abandonné le projet) | 2020                     | Oui (emploie I2P) | Partage anonyme de fichiers, tchat, feeds | Windows, Linux, Mac     | Java        | GNU GPL ?                                  |                     |
| NeoLoader                          | P2P                  | Non                                  | 2016                     | | Logiciel à la JDownloader. Anonyme : réseau interne "NeoShare". Non anonyme : ed2k/eMule, Bittorrent,. | Windows, Linux, Mac     | C++         | propriétaire                               |                     |
| Netsukuku                          | P2P (réseau)         | Non                                  | 2009                     | | | Linux                   | Python et C | sources disponibles                        |                     |
| Nodezilla (en)                     | P2P/F2F              | Non                                  | 2010                     | | Partage anonyme de fichiers Partage de photos entre amis Tracker Bittorrent anonyme (via plugin Azureus) Système de fichiers distribué. | Windows, Linux          | Java        | Interface : GNU GPL, noyau : propriétaire. |                     |
| OFFSystem                          | P2P                  | Non                                  | 2010                     | | Partage anonyme de fichiers | Windows, Linux, Mac OS  |             | GNU GPL                                    |                     |
| Omemo                              | P2P                  | Non                                  | 2008                     | | Partage anonyme de fichiers | Windows                 |             | sources disponibles                        |                     |
| OneSwarm                           | P2P/F2F              | Oui                                  | 2011                     | | Partage anonyme de fichiers | Windows, Linux, Mac     | Java        | GNU GPL                                    |                     |
| RetroShare                         | F2F (+P2P en option) | Oui                                  | 2020                     | Oui, selon le mode d'usage | Partage anonyme de fichiers (ou pas, au choix). Messagerie, Chat, Forums, Chaînes. RetroShare permet d'accéder aux fichiers de ses amis (type F2F) puis à travers eux (anonymement) aux fichiers de leurs amis (type P2P). RetroShare nomme ce procédé "Turtle hopping". | Windows, Linux, Mac     | C++         | GNU GPL                                    |                     |
| Perfect Dark                       | P2P                  | Oui                                  | 2017                     | Oui | Partage anonyme de fichiers. Repose sur un réseau croisé (voir Mix network) et un système de fichiers distribué. Freeware. | Windows                 | C++         | Propriétaire                               |                     |
| RShare                             | P2P                  | Non                                  | 2007                     | Oui | Partage anonyme de fichiers | Windows, Linux          | C#          | GNU LGPL                                   | StealthNet          |
| Share                              | P2P                  | Non                                  | 2006                     | Non | Partage anonyme de fichiers | Windows                 |             | ? Freeware                                 |                     |
| StealthNet                         | P2P                  | Non                                  | 2011                     | Oui | Partage anonyme de fichiers | Windows, Linux          | C#          | GNU GPL                                    |                     |
| Tor                                | P2P (réseau)         | Oui                                  | 2020                     | Oui | Navigation web anonyme, Partage de fichiers anonyme | Windows, Linux, Mac     | C           | BSD                                        |                     |
| TrueNyms                           | P2P                  | Non                                  | 2011 ou plus tard        | Oui | Encapsulation d'autres applications (TCP/UDP) | Unix/POSIX              | C           | Propriétaire                               |                     |
| Turtle F2F                         | F2F+P2P ensuite      | Non, Suspendu[réf. souhaitée]        | 2006                     | | Partage anonyme de fichiers | Linux                   | C++         | Propriétaire                               | RetroShare          |
| Winny                              | P2P                  | Non                                  | 2003                     | Non : des utilisateurs ont été arrêtés par les autorités à la suite d'une vulnérabilité (informatique) (voir l'article Winny). | Partage anonyme de fichiers | Windows                 | Java et C++ | Propriétaire                               | Share, Perfect Dark |

### Divers clients P2P publics
- Osiris (Serverless Portal System) (en) - un créateur de portails web anonymes et distribués.
- StegoShare (en) - un logiciel de sténographie pouvant être utilisé pour le partage anonyme de fichiers
- Syndie (client originaire de I2P) - un logiciel de syndication de contenu (ex: forums, blogs) qui opère sur plusieurs réseaux anonymes (ex: I2P, Freenet, TOR) et non anonymes.

### Réseaux inactifs
Certains des réseaux suivants n'existent qu'à l'état conceptuel :
- Crowds (en) - Le système Reiter and Rubin's pour "se noyer dans la foule" s'expose à une attaque connue ("predecessor attack").
- Phantom Anonymity Protocol[30] - un projet de réseau anonyme complètement décentralisé à haut débit. Présenté lors de la DEF CON 2008.
- Mnet (2000-2004) - un système de fichiers distribué

### Réseaux dont le développement a cessé
- Herbivore[31] (2003-2005) - Semble ne jamais avoir été rendu public. A distributed anonymous DC-communication system, providing private file sharing and messaging, under development at the Cornell University. Utilisait le en:Dining cryptographers problem. 2005.
- Blocksnet[32] (2008) - compatible avec OFFSystem
- Rodi[33] (2004-2006) - client de partage de fichiers à faible degré d'anonymat.
- P2PRIV (en) "Peer-to-Peer diRect and anonymous dIstribution oVerlay" (2008-2009) - L'anonymat par la parallélisation de liens virtuels.
- secure P2P (2007-2008) ce projet a été annoncé en octobre 2007 par des utilisateurs du site The Pirate Bay[34] car le protocole BitTorrent ne leur suffisait plus : « The goal of this project is to improve the current bittorrent protocol both in it's current form, but also by trying to create the next generation of p2p protocols. ». Mais ce projet n'a jamais abouti à une sortie, le site web consacré à ce projet a fermé en 2008[35].